# Kabir Duhan Singh
Kabir Duhan Singh, nacido el 8 de septiembre de 1986 en Gohana, Haryana, es un actor indio que ha trabajado en películas en telugu, kannada y tamil. Debutó en la película telugu "Jil" en 2015 y desde entonces se ha destacado como antagonista en la industria cinematográfica de Tollywood. Además, ha tenido apariciones en películas como "Sardaar Gabbar Singh".

## Vida personal
Kabir Duhan Singh es un Haryanvi Jat del clan Duhan. Nació y creció en Faridabad, Haryana. En 2011, se trasladó a Mumbai y comenzó su carrera como modelo. Participó en numerosos desfiles de moda, incluidos algunos a nivel internacional. Su debut en la actuación fue en una película hindi protagonizada por Shiney Ahuja, que finalmente fue archivada. Kabir Duhan Singh está casado con Seema Chahal, y la ceremonia matrimonial tuvo lugar en Haryana.
Nacido y criado en Gohana, Kabir Duhan Singh se trasladó a Mumbai en 2011 y comenzó su carrera como modelo. Participó en numerosos desfiles de moda, incluidos algunos trabajos internacionales. Su primera incursión en la actuación fue parte de un proyecto cinematográfico hindi protagonizado por Shiney Ahuja, pero la película fue finalmente archivada. Decidido a hacer carrera en el cine, Kabir se convirtió en actor de teatro y luego audicionó con éxito para un papel en la película telugu "Jil" (2015), donde los cineastas buscaban un antagonista con antecedentes del norte de India. La película recibió críticas positivas y su actuación fue elogiada, lo que allanó el camino para más oportunidades en el cine telugu, como en "Kick 2" (2015). Para mantener la calidad de sus papeles actorales, Kabir optó por analizar cuidadosamente sus personajes antes de comprometerse con los papeles y rechazó otras ofertas que lo habrían visto interpretar roles protagónicos, como en "Bengal Tiger" (2015). Posteriormente, hizo su debut en películas tamil interpretando a un villano en el drama de venganza de Siva, "Vedalam" (2015), protagonizada por Ajith Kumar.

## Carrera
Después del éxito inicial de sus películas, Kabir empezó a trabajar en varios proyectos en telugu al mismo tiempo, entre ellos "Dictator" y "Sardaar Gabbar Singh". Se informó que era uno de los villanos más solicitados en la industria cinematográfica del sur.